# Athletissima 2016
Athletissima 2016 byl lehkoatletický mítink, který se konal 25. srpna 2016 v švýcarském městě Lausanne. Byl součástí série mítinků Diamantová liga.

## Výsledky
- Archiv výsledků zde [1]

### Muži
| Disciplína             | 1. místo                            | 2. místo                    | 3. místo                  |
| Běh na 100 m           | Asafa Powell 9,96                   | Ben-Youssef Meïté 10,01     | Joel Fearon 10,05         |
| Běh na 200 m           | Churandy Martina 19,81              | Alonso Edward 19,92         | Julian Forte 20,16        |
| Běh na 400 m           | LaShawn Merritt 44,50               | Steven Gardiner 44,75       | Liemarvin Bonevacia 45,26 |
| Běh na 1000 m          | Ayanleh Souleiman 2:13,49 Rekord DL | Robert Biwott 2:13,89       | Jonathan Kitilit 2:13,95  |
| Běh na 110 m překážek  | Orlando Ortega 13,11                | Omar McLeod 13,12           | Dimitri Bascou 13,25      |
| Běh na 400 m překážek  | Rasmus Mägi 48,59                   | Nicholas Bett 48,68         | Sergio Fernández 49,22    |
| Běh na 3000 m překážek | Abraham Kibiwott 8:09,58            | Nicholas Bett 8:10,07       | Abel Kiprop Mutai 8:17,88 |
| Skok vysoký            | Mutaz Essa Baršim 235 cm            | Robert Grabarz 232 cm       | Erik Kynard 232 cm        |
| Skok o tyči            | Sam Kendricks 592 cm                | Piotr Lisek 572 cm          | Renaud Lavillenie 572 cm  |
| Hod diskem             | Philip Milanov 65,61 m              | Lukas Weißhaidinger 64,84 m | Zoltán Kővágó 64,52 m     |

### Ženy
| Disciplína            | 1. místo                      | 2. místo                    | 3. místo                          |
| Běh na 100 m          | Elaine Thompsonová 10,78      | Jenna Prandini 11,11        | Morolake Akinosun 11,16           |
| Běh na 800 m          | Francine Niyonsabaová 1:57,71 | Eunice Sumová 1:58,41       | Lynsey Sharpová 1:58,52           |
| Běh na 3000 m         | Genzebe Dibabaová 8:31,84     | Hellen Obiriová 8:33,96     | Mercy Cherono 8:34,49             |
| Běh na 100 m překážek | Kendra Harrisonová 12,42      | Dawn Harper-Nelsonová 12,71 | Jasmin Stowersová 12,75           |
| Běh na 400 m překážek | Dalilah Muhammadová 53,78     | Eilidh Childová 54,45       | Sara Petersenová 54,98            |
| Skok daleký           | Ivana Španovićová 683 cm      | Lorraine Ugen 671 cm        | Darja Klišinová 650 cm            |
| Trojskok              | Caterine Ibargüenová 14,76 m  | Olga Rypakovová 14,53 m     | Paraskevi Papachristouová 14,18 m |
| Vrh koulí             | Valerie Adamsová 19,94 m      | Michelle Carterová 19,49 m  | Christina Schwanitzová 19,33 m    |
| Hod oštěpem           | Madara Palameika 65,29 m      | Barbora Špotáková 64,48 m   | Taccjana Chaladovičová 64,15 m    |